# Odhodi iz organizacije
Teorije in modeli namer odhodov obravnavajo odhod kot individualno psihološko spremenljivko, to pa jih razlikuje od preučevanja fluktuacije kot organizacijske spremenljivke, ki ponazarja gibanje števila zaposlenih. Med odhode iz organizacije štejemo odhod kadrov iz različnih razlogov, lahko gre za prostovoljno odločitev (delavec odide zaradi nezadovoljstva z delom ali podjetjem, zaradi boljše možnosti zaposlitve v drugi organizaciji, upokojitve ali smrti) ali pa se o tem odloči delodajalec (odpustitev). Odhodov ne moremo posploševati, saj je vsak specifičen in ima lahko različne pomene, to dejanje je lahko koristno ali škodljivo, moralno ali nemoralno, pogumno ali pa strahopetno in tako dalje. Presoja o odhodih je za organizacijo pomembna, ker fluktuacija s seboj prinese mnoga ekonomska in socialna vprašanja, ki jih je potrebno razrešiti . Zato je malo področij industrijske/organizacijske psihologije tako preučenih kot fluktuacija zaposlenih .
Pojem organizacije je izpeljan iz starogrške besede »organon«, ki pomeni orodje. Predstavlja skladno celoto, združbo ljudi, ki jih povezuje delo. Opredelili bi jo lahko kot zavestno ustvarjeno človekovo tvorbo, usmerjeno v doseganje določenih ciljev .
Fluktuacija predstavlja eno izmed oblik mobilnosti in pomeni spreminjanje položajev znotraj določenega sistema. S tem terminom označimo dinamiko prihoda in odhoda zaposlenih v podjetjih. Večinoma gre za odhajanje delavcev, ki si želijo delovno razmerje skleniti v drugi organizaciji in mora zato organizacija to delovno silo nadomestiti .

## Oblike odhodov iz organizacije
Fluktuacijo lahko preučujemo na veliko različnih načinov. Prav tako pa jo lahko razdelimo na mnogo vrst; na prostovoljno in neprostovoljno, potencialno in dejansko, pozitivno in negativno, sprejemljivo in nesprejemljivo, zunanjo, notranjo in interno ter načrtovano in nenačrtovano .
O prostovoljni prekinitvi delovnega razmerja govorimo, ko se za dejanje odloči delavec sam, pri čemer ga vodijo različni razlogi. Potrebno jo je ustrezno načrtovati, saj se je ne da preprečiti. Organizacija pa se kljub temu lahko usmeri v zmanjševanje števila teh odhodov z uvedbo določenih ukrepov in povečevanjem motivacije delavcev. Na neprostovoljni odhod iz organizacije ne moremo vplivati, saj oseba ne odide na lastno pobudo. Tudi v tem primeru so razlogi za prekinitev delovnega razmerja različni in med njimi lahko najdemo spremembo v strukturi organizacije (npr. pride do modernizacije) ali zakonodaji (npr. z novo zakonodajo se omeji starost opravljanja določene dejavnosti ali pa so zahtevane posebne psihofizične sposobnosti). Do nje pa lahko pride tudi zaradi smrti ali upokojitve. Za organizacijo lahko predstavlja nepredvidene stroške in škodo  .
Potencialna fluktuacija se navadno pojavi pred dejansko. Podjetju lahko služi kot vir informacij o zaposlenih, ki razmišljajo o možnostih odhoda, ker so s trenutnim položajem in situacijo nezadovoljni, ali ker vidijo nekje boljše priložnosti in tako dalje. To pa lahko organizacija uporabi kot osnovo za uvajanje določenih ukrepov in preseganje neželenega stanja . Delavci, ki razmišljajo o odhodu iz organizacije, povečujejo stroške le-te, saj so manj motivirani za opravljanje dela in posledično na trenutnem delovnem mestu delajo z zmanjšano storilnostjo . Za razliko pa dejanska fluktuacija pomeni izvršene odhode in vpliva na spremenjeno kadrovsko strukturo .
Iz organizacije lahko odidejo posamezniki, ki so odveč, saj ima organizacija bodisi že dovolj številčen kader, bodisi so neustrezni (niso dovolj motivirani, kompetentni, ne dosegajo zahtevane storilnosti, ne zadostijo zahtevam in razvoju dela). V tem primeru je fluktuacija pozitivna. Sem štejemo pa tudi odhode oseb, pri katerih pride do neskladja lastnih in organizacijskih vrednot ter ciljev, kar bi posledično vodilo v nezadovoljstvo in nezainteresiranost na delovnem mestu in bi bilo podjetju v škodo. Nasprotno pa velja za negativno fluktuacijo, ki jo predstavljajo odhodi delavcev, ki so za določeno delo sposobni in potrebni . Razdelimo jo lahko na hoteno (kjer gre za različne vzroke odhoda) in nehoteno (npr. upokojitev) . Vzroki odhoda so lahko subjektivni (nezadovoljstvo) ali objektivni (pomanjkanje stanovanj). Takih odhodov si podjetje ne želi, zato mora posebej preučiti vzroke, da bi lahko pojav v prihodnje preventivno preprečili. Ko je odhodov iz organizacije preveč in ko ti predstavljajo pomembne osebe nekega področja, je fluktuacija v vsakem primeru negativna .
Do fluktuacije prihaja na različnih nivojih poslovanja organizacije, zaradi česar jo lahko razdelimo na zunanjo, notranjo in interno. Zunanja predstavlja prehode med organizacijami. O notranji lahko govorimo, ko delavci prehajajo med organizacijskimi enotami ali znotraj ene enote in jo povezujemo z mobilnostjo in premeščanjem zaposlenih. Interna je povezana z napredovanjem. Podjetje včasih uvede notranjo in interno fluktuacijo kadar si želi boljše organizacijske klime, večje motivacije in pripadnosti podjetju. V primeru prevelike pogostosti sta obe obliki moteči .
Določene odhode lahko predvidimo. Takrat govorimo o načrtovani fluktuaciji (npr. odhod za določen čas, upokojitev). Veliko odhodov pa je nenačrtovanih: odpoved zaradi subjektivnega dojemanja situacije (nezadovoljstva, razočaranja z delovno pozicijo), boljša priložnost na drugem delovnem mestu (plača, pogoji dela), nemožnost razvoja na trenutnem delovnem mestu, bolezen in smrt. 
V sodobnem svetu se potrebe dela in razmere na trgu dela ves čas spreminjajo. Delavci lahko zamenjajo vrsto dela, saj si želijo nove izobrazbe. V takem primeru govorimo o kvalifikacijski fluktuaciji. Omenimo pa lahko še profesionalno in strokovno fluktuacijo, ko zaposleni preide v drugo področje dela. Prevzame lahko naloge ali vlogo vodje in določeno obdobje opravlja tako delo (na primer mandatno vodenje ali pa vodenje nekega projekta) .

## Razlogi in vzroki za odhod iz organizacije
Raziskave so pokazale nekatere najpogostejše vplive na odločitev zaposlenega za odhod iz organizacije. Mednje lahko prištejemo krizo, zmanjšanje števila kadrov, spremenjene zahteve dela, konfliktne medosebne delovne odnose , bolezen, upokojitev in smrt. Pa tudi željo po napredovanju, po boljšem finančnem in osebnem statusu, bolj prijetni socialni povezanosti, pridobivanju novih izzivov in izkušenj, uresničitvi podjetniške ideje, ki je na trenutni poziciji zaposleni ne more realizirati, želje po samostojnem odločanju in preseganju ovir . V neki meri je to, ali bodo posamezniki ostali v podjetju odvisno od tega, koliko imajo možnosti za zaposlitev v drugih podjetjih (ki mu ponujajo boljše pogoje dela, višje plače, več možnosti za napredovanje itd.) .
Vzrok za odhod je pogosto tudi kršitev delodajalca glede ustreznega plačila, pogojev za varnost in zdravje, varovanjem in spoštovanjem osebnosti in zasebnosti, zagotavljanjem ustreznega delovnega okolja ali pa zbiranjem, obdelavo, uporabo in dostavo osebnih podatkov. Prav tako obstajajo tudi različni vzroki za prihod novega delavca; lahko zaradi odhoda drugega, širjenja dejavnosti, razvoja trga ali razširitve dela .

## Teorije in modeli namer odhodov iz organizacije
Tett in Meyer (1993) sta opredelila namere odhodov kot pripravljenost delavcev na iskanje alternativnih možnih zaposlitev v drugih organizacijah. V študiji sta ugotovila, da je namera odhoda najmočnejši napovednik namere odhoda, ki je z njo pozitivno povezan, sledita pa negativno povezana organizacijska pripadnost in zadovoljstvo z delom 
Z namero odhoda iz organizacije je pozitivno povezana zaznava možnosti drugih zaposlitev . Z odhodi zaposlenih so negativno povezane višina plače, zadovoljstvo s službo in delom , vodenje, stopnja organizacijske pripadnosti, izvedba dela, zadovoljstvo s sodelavci, možnosti napredovanja in jasnost vlog. Vse pomembnejši pa postaja tudi dejavnik prisotnost sindikatov v organizaciji, ki je negativno povezan z namero odhoda .
Z namero odhoda pa so povezane tudi značilnosti posameznika. Pozitivno so povezane izobrazba in vedenjske namere. Negativno pa so povezane starost, mandat in število podrejenih. Ugotovili so še, da manj verjetno odidejo delavci, pri katerih se pričakovanja v zvezi z delom uresničijo. Bolj verjetno odidejo ženske kot moški in neporočeni v primerjavi s poročenimi. Med inteligentnostjo in odhodom niso našli povezave.Raziskave pa opozarjajo tudi na določene dejavnike, ki posredujejo med omenjenimi povezavami dejavnikov z namero odhoda. Pri plači manj zanesljivo povezanost med višino plače in namero odhoda zaposlenih najdemo pri ne-vodstvenih delavcih in izvajalcih del, močnejšo pa pri strokovnjakih. Pri izvajalcih del je z odhodom tudi manj povezano zadovoljstvo z delom. Povezanost med dejavniki in odhodom iz organizacije pa je odvisna tudi od tipa organizacije; ali gre za proizvodnjo ali pa storitev. Plača je manj konsistentno povezana s fluktuacijo v storitvenih podjetjih, v proizvodnji pa so bolj zanesljivi učinki glede prisotnosti sindikata .
Ugotovitve teorij in modelov namer odhodov iz organizacije lahko pomagajo oblikovalcem politike in vodjem organizacij pri oblikovanju strategij in programov preseganja problema odhodov in s tem tudi zagotavljanja učinkovitosti in visoke produktivnosti .

## Ugotavljanje vzrokov odhoda in izhodni intervju
Potrebno je preučiti vzroke za odhod posameznikov iz organizacije. Analiziramo lahko že potencialno fluktuacijo, pri čemer uporabimo vprašalnik, letni pogovor s sodelavci ali pa ankete o zadovoljstvu zaposlenih. Na ta način lahko prepoznamo moteče dejavnike in pripomoremo k zmanjšanju dejanske fluktuacije. Vzroke pa ugotavljamo z odhodnim intervjujem. Odhodni oziroma izhodni intervju je intervju med uslužbencem, ki zapušča organizacijo in predstavnikom organizacije, tik pred odhodom uslužbenca. Glavni cilj izhodnega intervjuja je, da delodajalec spozna razloge za posameznikov odhod, saj je kritika lahko vodilo pri izboljšanju organizacije. Povratna informacija je za organizacijo zelo koristna v nadaljnjem razvoju, saj pomaga pri načrtu delovanja in pri pridobivanju in uvajanju novih zaposlenih prav tako pa tudi pri izboljšanju dela obstoječih.
Z izhodnim intervjujem torej ugotovimo glavni vzrok odhoda, raziščemo zadovoljstvo z delovnimi pogoji, plačo, možnostjo izobraževanja in napredovanja, medosebnimi odnosi, urejenostjo družbenega standarda, prehrane, prevoza na delo in z dela. Koristno je povprašati tudi za predloge izboljšav . Včasih izhodni intervju nudi možnost pri tem, da organizacija obdrži cenjenega uslužbenca, ki bi drugače odšel.
Ugotovljeni potencialni vzroki za odhod iz organizacije so najpogosteje materialni (dejavniki, povezani z materialnim stanjem, npr. finančne spodbude), dejavniki umestitve (primerjanje z drugimi, občutek neenakosti), organizacijski (vezani na delovne pogoje, sistemske okvire delovanja, dodatke in bonitete), individualni (dojemanje situacije; ali lahko zaposleni napreduje, kakšni so delovni pogoji, v kakšnih medosebnih odnosih je s sodelavci in kako je z njimi zadovoljen). Pomemben pa je tudi vrednotni sistem (saj ta deloma določa aktivnosti pri delu) ali pa le želja po novih izzivih 
Potrebno je, da organizacija te vzroke upošteva in je pozorna predvsem na nizke plače, slabo organizacijo dela, neustrezen prevoz na delo in z dela, neustrezno in izmensko delo, neurejeno zdravstveno varstvo, prav tako na stopnjo vključenosti delavcev pri odločanju, saj je ob večanju le-te tudi stopnja fluktuacije nižja .
Odhodni intervju lahko izvedemo na več načinov, a je najboljše, če ga izvedemo v živo. Poteka enako kot običajni intervju- sogovorca poslušamo, postavljamo odprta vprašanja, se vnaprej pripravimo... Tak način intervjuja nam vzame nekaj več časa, a s tem  lahko izvemo več informacij. Sicer lahko delavec izhodni intervju izpolne tudi v pisni obliki, ki nekaterim omogoča lažje razkrivanje občutljivih in negativnih informacij. Pomanjkljivost takega načina intervjuja je manjša preglednost podatkov za analizo in dejstvo, da izpoljenih podatkov pogosto ne dobimo nazaj. Temu se lahko izognemo z uporabo intervjuja preko spleta, ki omogoča tudi prihranek časa.
Organizacija naj bi imela določena pravila o izhodnem intervjuju, kdaj in kdo ga bo vodil. Lahko ga vodi izurjen spraševalec kadrovske službe ali pa tudi nadrejeni ali supervizor . Pogosto je celo bolje, če ga izvede zunanji sodelavec, saj ni imel osebnega stika s posameznikom in je večja verjetnost iskrenih odgovorov.
Največji problem izhodnih intervjujev naj bi bila pristranskost delavca. Oseba, ki zapušča organizacijo pogosto ni  motivirana za predajo ustreznih in natačnih informacij. Posamezniki, ki odhajajo lahko ne navajo iskrenih odgovorov, ker se jim zdi, da od tega ne bodo imeli osebnih koristi. Lahko se bojijo priporočil, ki jih bo organizacija posredovala drugim možnim delodajalcem ali da bo to vplivalo na zaposlitev njihovih sodelavcev. Rešitev za to je lahko, da intervju izpeljemo že nekaj časa za tem, ko je posameznik zapustil organizacijo. Nekateri raziskovalci menijo, da je prvi izhodni intervju najbolje izpeljati na sredini med časom, ko je oseba naznanila svoj odhod in dejanskim odhodom, saj je takrat intervju najbolj produktiven. Intenzivna čustva so minila, posameznik pa še ni čisto mentalno zapustil organizacije.

## Posledice odhodov iz organizacije
Fluktuacija je do neke mere sprejemljiva in potrebna, saj pomeni obnavljanje kadrovskega sestava. V določeni meri gre zato za normalen in zaželen pojav. Vendar pa v velikem obsegu predstavlja socialno in ekonomsko breme in je posledično za organizacijo problematična . Ljudje predstavljajo osrednji del organizacije, saj v njej (so)delujejo, jo usmerjajo in so pomembni pri odločanju o njenem razvoju. Zanjo so bolj pomembni kot ekonomski dejavniki  in od njih je odvisna njena konkurenčna prednost . Visoka produktivnost in izvedba organizacij ne more biti uresničena brez podpore in prispevka zaposlenih. Tu je pomembna kadrovska funkcija, ki bi se morala ukvarjati tudi s skrbjo za izobraževanje, usposabljanje, motiviranje kadrov, skrb za socialno varnost, varstvo pri delu. Pričakovati je, da predstavljajo odhodi zaposlenih  posledice za celotno organizacijo. Odhodi delavcev pomenijo v širšem smislu tudi spreminjanje strukture prebivalstva na mednarodnem in državnem nivoju.
Kljub temu, da je lahko fluktuacija koristna, pa ima mnogo negativnih vidikov. Še posebej kritična je na ekonomskem in socialnem področju, saj prinese dodatno delo in stroške. Ustaljenost kadrov ima pozitivne posledice, saj so delavci navajeni dela na svojem mestu, medtem ko vsaka nova delovna sila potrebuje nekaj časa, da se na delo in okolje privadi. Prav tako pa se lažje vključijo v aktivnosti tisti delavci, ki poznajo celotno problematiko organizacije skozi daljše obdobje in so za opravljanje dela tudi bolj motivirani  , posledično lahko pričakujemo, da ustaljenost omogoča večjo produktivnost in storilnost.
Najpogosteje delavci odhajajo iz podjetja zaradi nezadovoljstva. Problematično je, če gre pri tem za strokovnjake in dobre delavce, saj so ti konkurenčni in hitro najdejo boljšo zaposlitev. Zato lahko pride do tega, da v organizaciji ostanejo samo še slabi delavci, ki bi težko dobili novo zaposlitev, kar spet negativno vpliva na delovno klimo in storilnost. Zaradi nezasedenih delovnih mest lahko pride do povečevanja nadurnega dela, premeščanja delavcev, sprememb v strukturi zaposlenih, večje intenzivnosti dela; za zaposlene, ki so ostali v organizaciji to lahko predstavlja dodaten napor, ki ni posebej nagrajen, kar lahko posledično privede do nezadovoljstva in vodi v nove odhode iz podjetja. Iskanje nove delovne sile predstavlja finančno breme. Zato nekateri ugotavljajo, da se bolj izplača vlagati v izboljšanje delovnih in življenjskih pogojev ter s tem povečati stalnost kadrov kot pa stalno pridobivati nove zaposlene zaradi fluktuacij . Nadomestni delavec pomeni stroške zaradi prekinitve delovnega razmerja (odpravnina, administrativni stroški), izpada/nadomeščanja, kadrovanja (npr. administrativni stroški nove zaposlitve, privabljanja, intervjuja), usposabljanja (literature, funkcionalnega izobraževanja, uvajanja v delo) . Fluktuacija pa ne predstavlja posledic samo za organizacijo, ampak tudi za posameznika. Ta lahko namreč ob odhodu izgubi določene prednosti, ki mu jih je služba omogočala, prijateljstva, pride pa lahko celo do razdora družine .